# Dolmen Men Kam und Men Yann

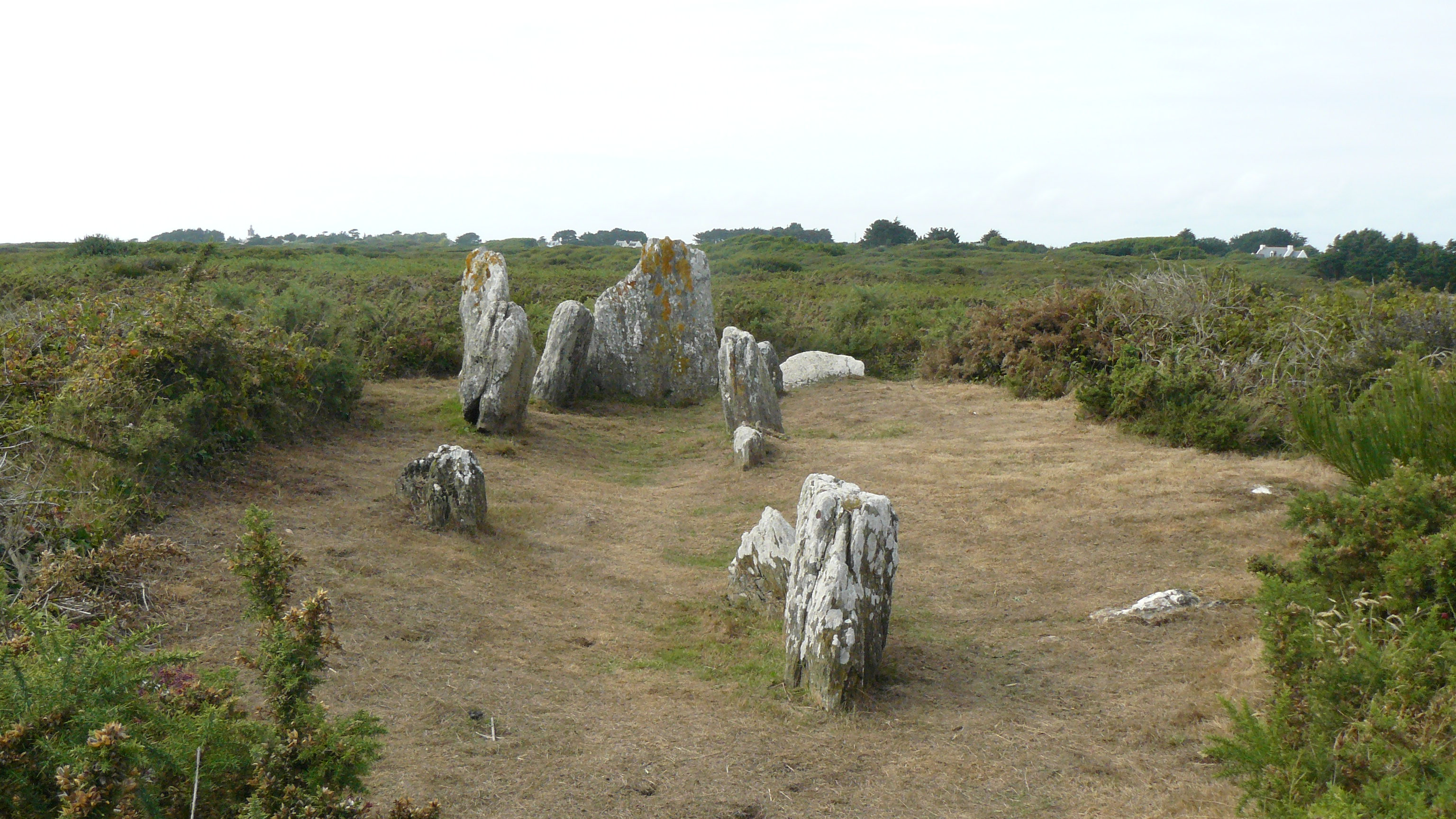
Dolmen Men Kam

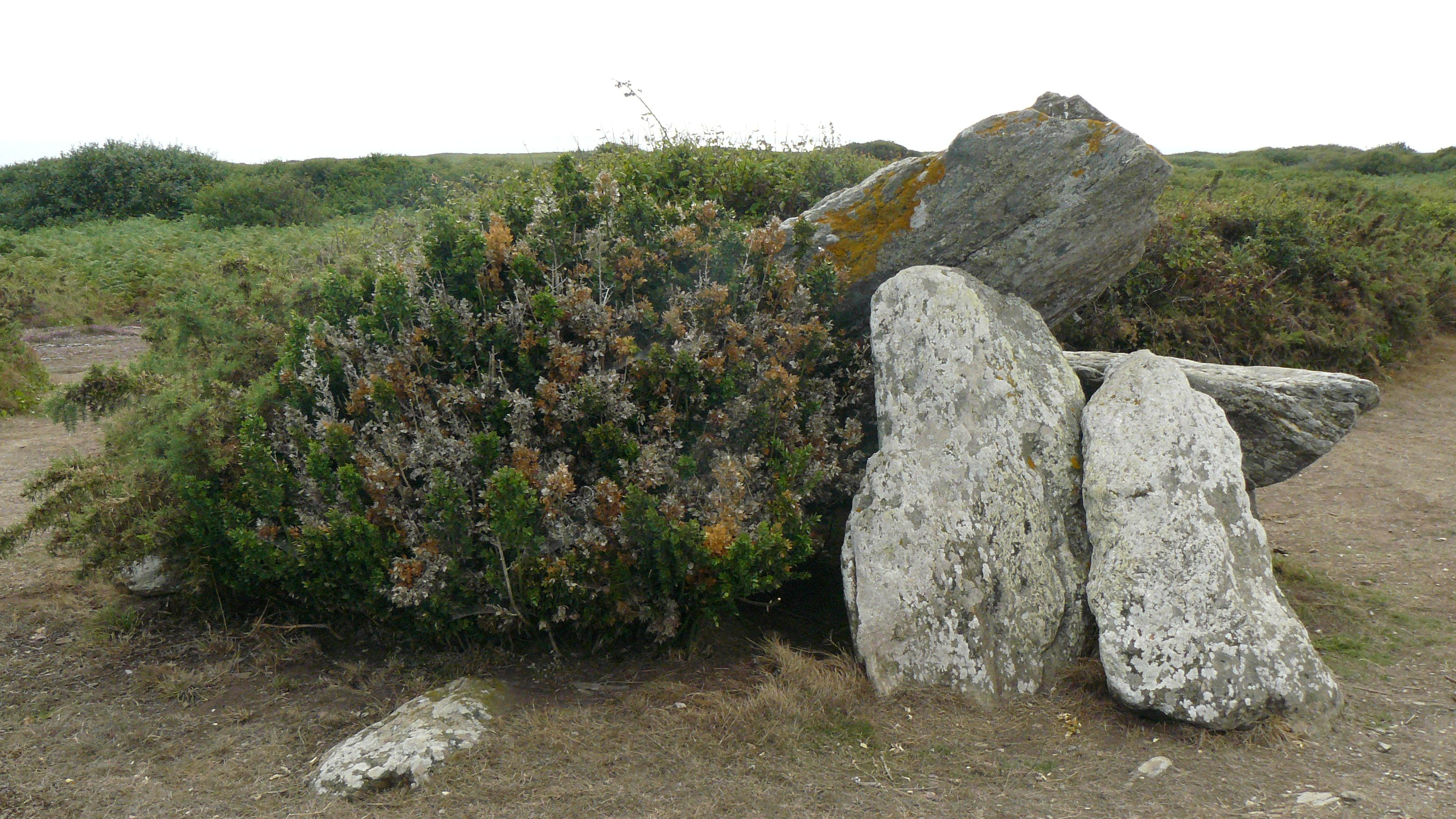
Dolmen Men Yann

Die für die Bretagne typischen Dolmen Men Kam und Men Yann sind zwei Galeriegräber, die westlich von Groix auf der Île de Groix im Département Morbihan in der Bretagne in Frankreich liegen. Dolmen ist in Frankreich der Oberbegriff für neolithische Megalithanlagen aller Art (siehe: Französische Nomenklatur).

## Beschreibung
Der Dolmen Men Yann (auch Men Yeun genannt) liegt 100 Meter von der Südwestküste, auf einem Hügel mit Blick auf Port-Saint-Nicolas und das Tal von Kerlard. Er ist umgeben von den Resten seines Hügels von etwa 10,0 m Durchmesser.
Der Dolmen von Men Kam (oder Men Cam – dt. "der hinkende Stein") liegt etwa 100 Meter entfernt. Er hat ein Dutzend stehende und liegende Tragsteine auf einer Länge von etwa 10,0 Metern. Sein Hügel ist teilweise erhalten.
Die Megalithanlagen sind seit 1969 als Monuments historiques eingestuft.

Dolmen Men Kam
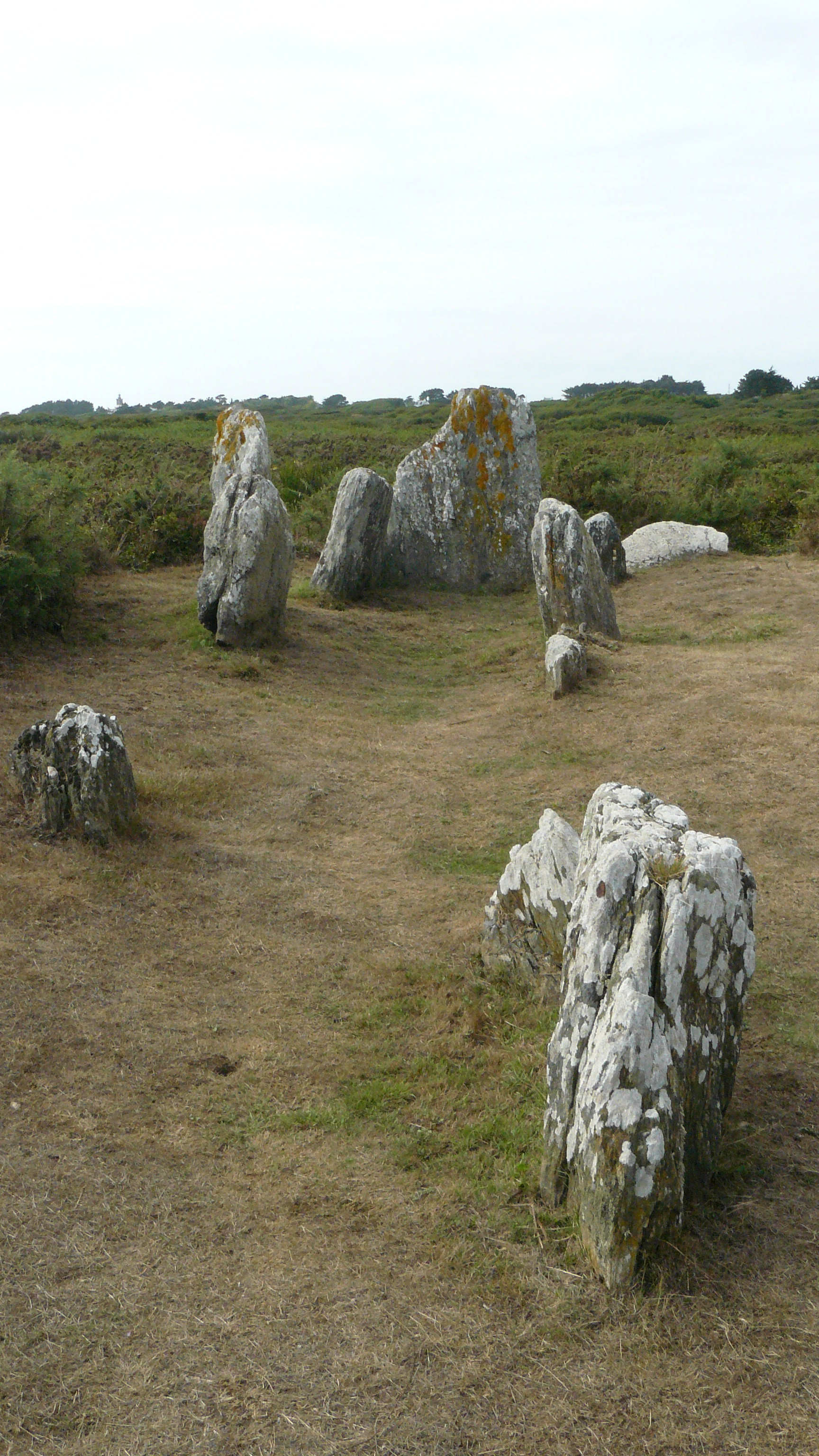
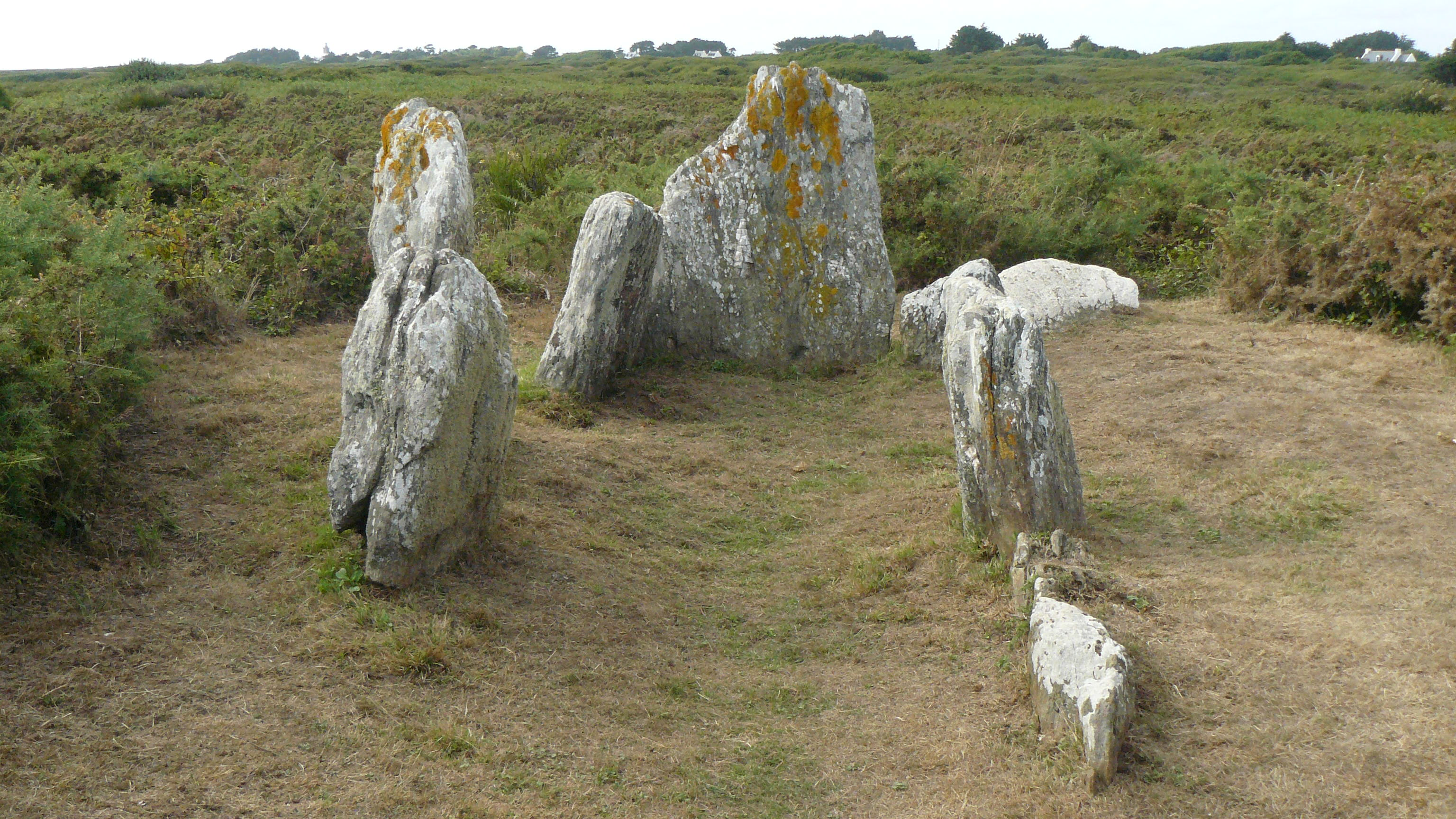
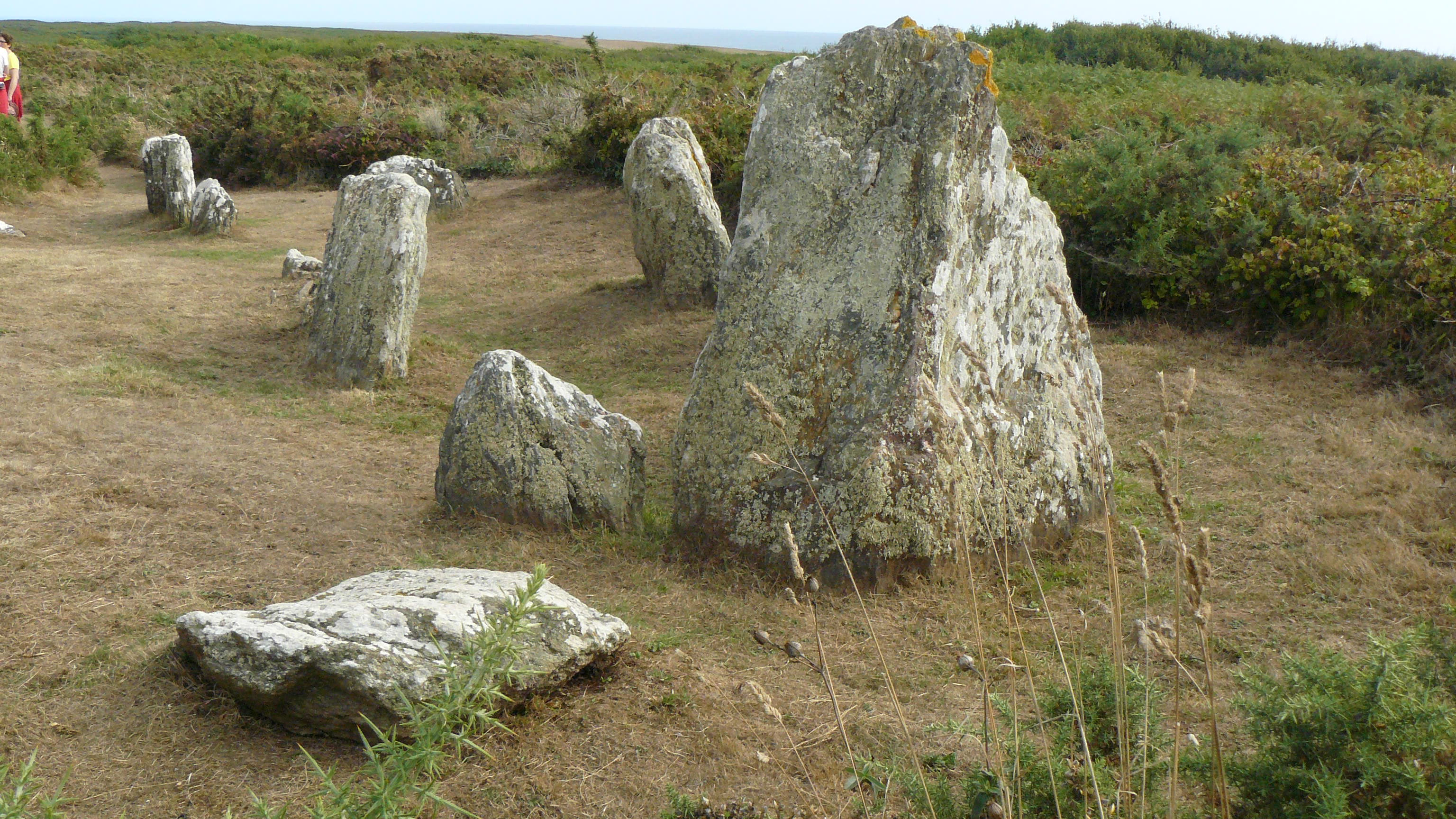

Dolmen Men Yann
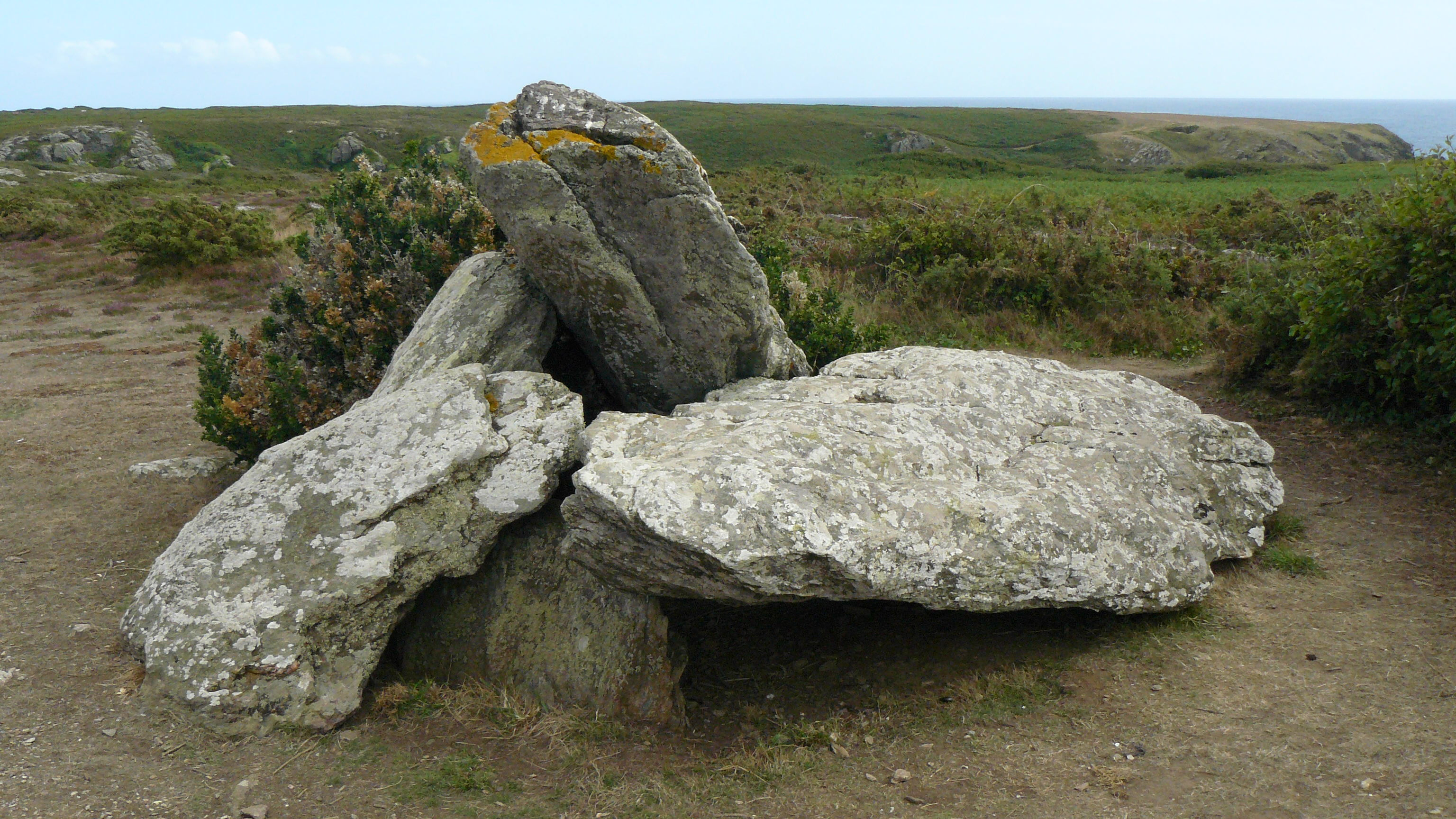
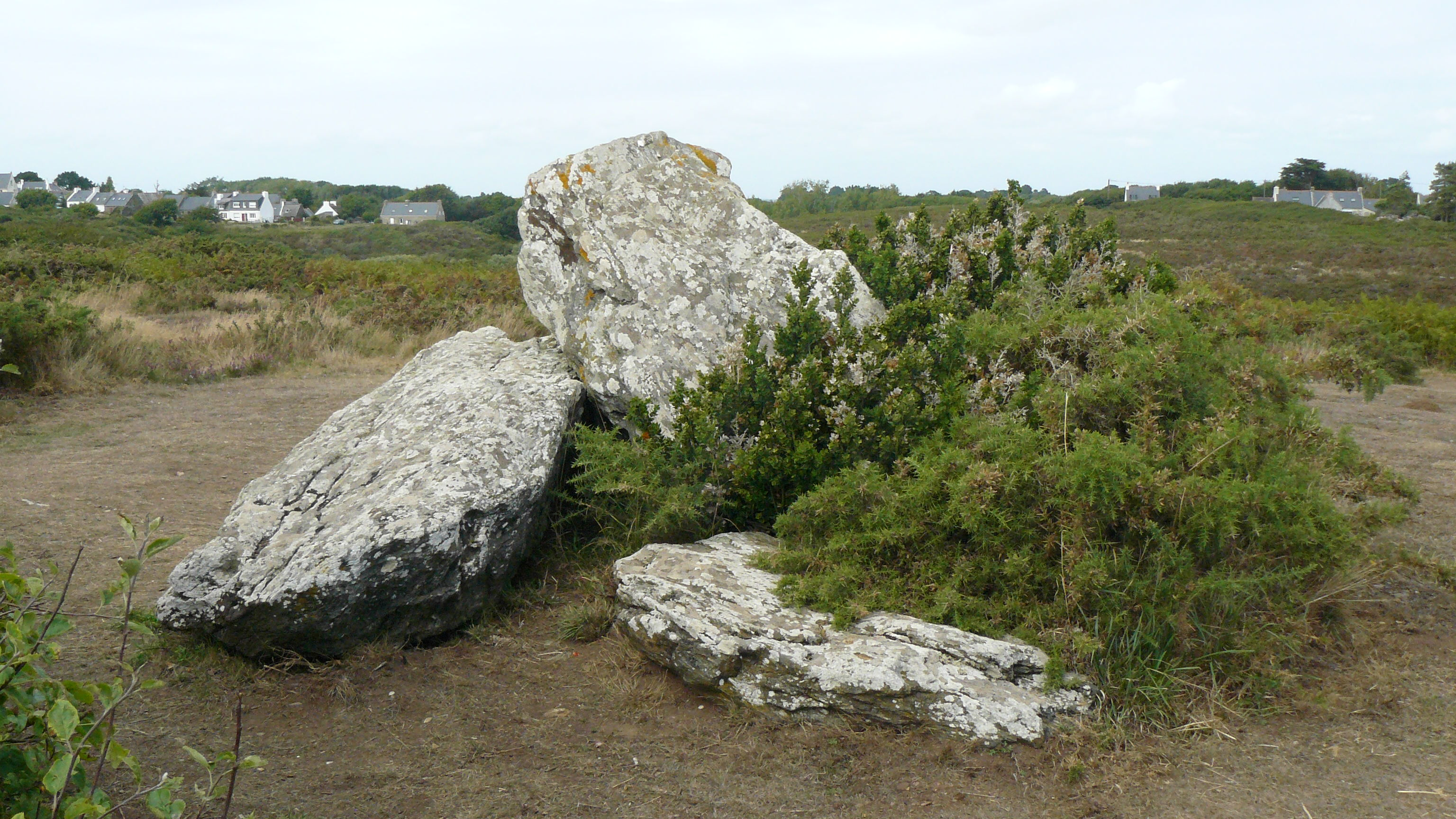
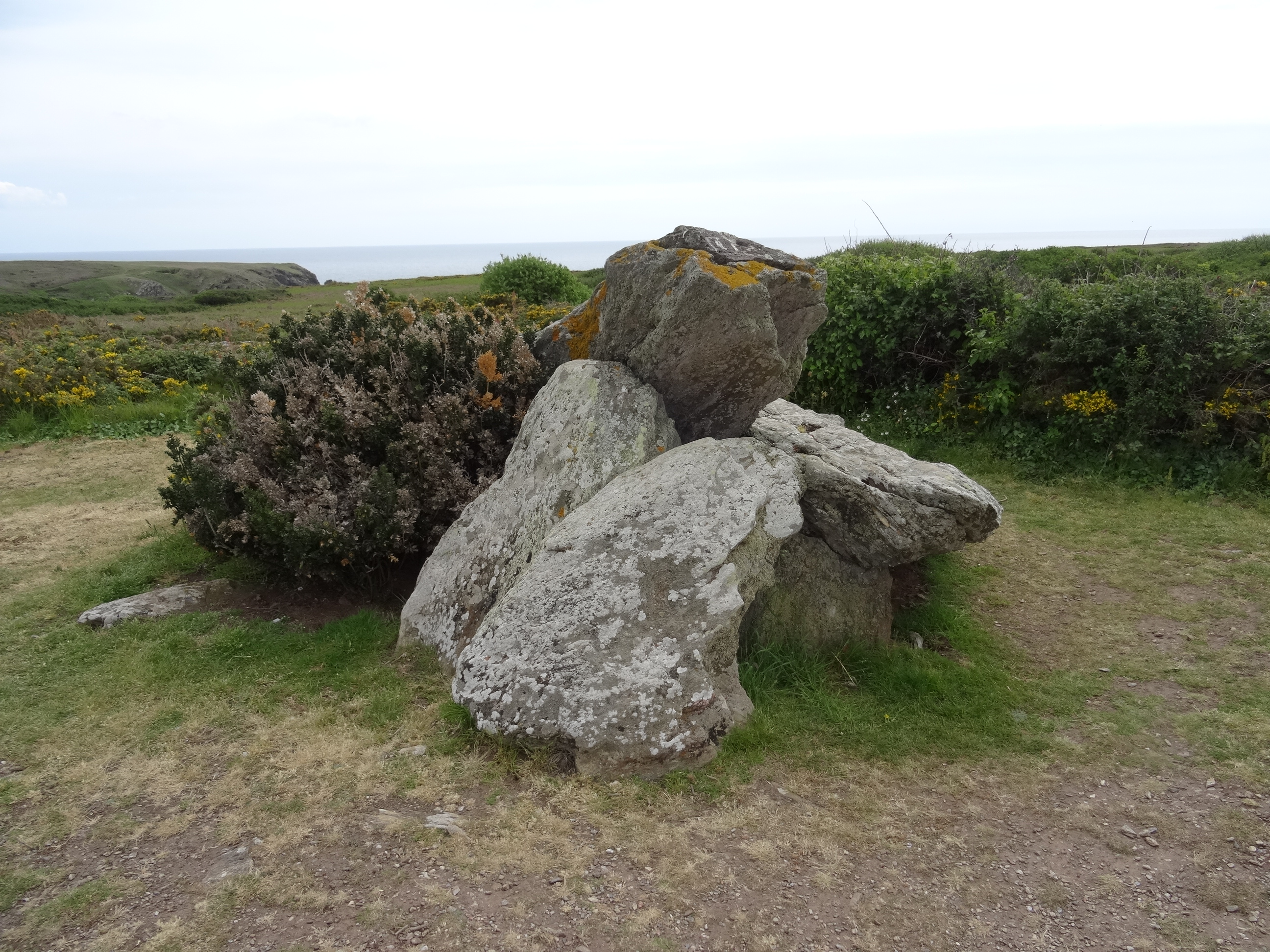
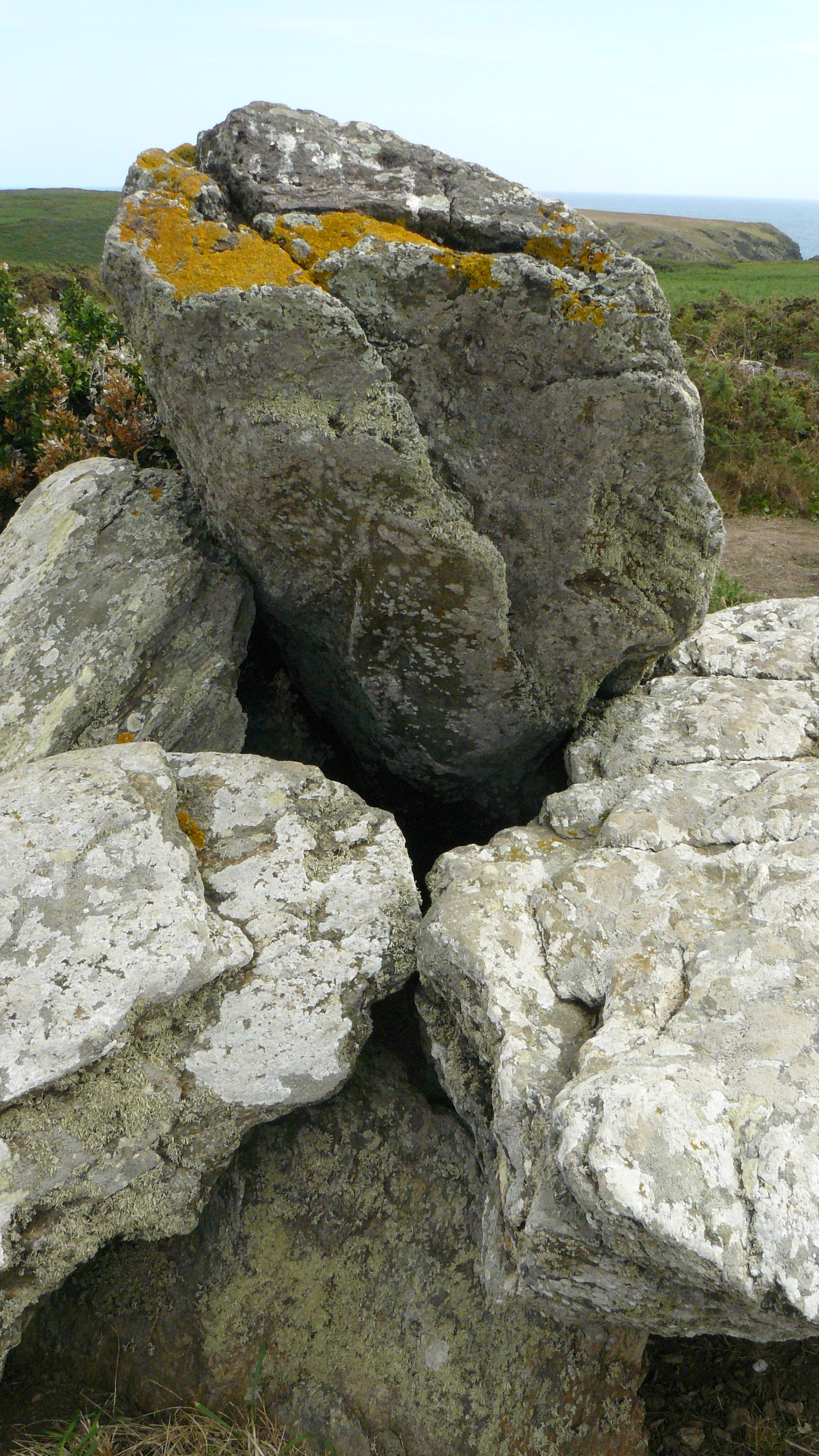